# Königsberger STV
Die Königsberger Sport- und Turnverein e. V. war ein 1922 aus dem MTV Ponarth hervorgegangener Sportverein aus der ostpreußischen Hauptstadt Königsberg. Die Fußballabteilung gehörte fünf Spielzeiten lang der Gauliga Ostpreußen an, eine von 16 obersten Fußballligen, die nach der nationalsozialistischen Machtergreifung 1933 in Deutschland gegründet wurden und bis 1945 bestand.

## Geschichte
1922 gliederte sich die Spiel- und Sportabteilung aus dem MTV Ponarth aus und machte sich als Königsberger STV selbständig. Der Verein übernahm den Startplatz des MTV Ponarth in der erstklassigen Bezirksliga Königsberg innerhalb des Baltischen Rasen- und Wintersport-Verbandes (BRWV). Königsberg erreichte zweimal den dritten Platz in der Bezirksliga Königsberg, für die zur Spielzeit 1926/27 neu eingeführten obersten Ostpreußenliga konnte sich der Verein jedoch nicht qualifizieren und spielte fortan zweitklassig.
Zur Spielzeit 1930/31 gelang der Wiederaufstieg in die erstklassige, nun Abteilungsliga Königsberg genannte Liga, in der der Königsberger STV bis zur Auflösung der BRWVs verblieb. Nach Machtübernahme der Nationalsozialisten 1933 wurden sämtliche Fußballverbände aufgelöst und durch Fußballgaue ersetzt. Die vier besten Vereine aus der Abteilungsliga Königsberg erhielten einen Startplatz in der erstklassigen Gauliga Ostpreußen. Der Königsberger STV wurde in der letzten Spielzeit allerdings nur Fünftplatzierter, so dass er nach 1933 in der zweitklassigen Bezirksklasse I Königsberg spielte. 1935 stieg die Fußballabteilung aus der Bezirksklasse in die in vier regionale Bezirke gegliederte Gauliga Ostpreußen auf und hielt die Klasse; ebenso in der Folgesaison. Am Saisonende 1937/38 musste die Fußballabteilung in die zweitklassige Bezirksliga absteigen, da man ab der Saison 1938/39 den Meister in einer aus zehn Mannschaften bestehenden, eingleisigen Spielklasse ermitteln wollte und von den regionalen Bezirken Abstand nahm.
Mit dem Erreichen des Halbfinales in der Gaugruppe Ostpreußen qualifizierte sich die Mannschaft 1941 für die 1. Schlussrunde um die 1935 erstmals ausgetragene Deutsche Vereinspokalmeisterschaft; im Volksmund nur Tschammerpokal genannt. Nach dem 8:3-Sieg über die SV Prussia-Samland Königsberg schied die Mannschaft in der 2. Schlussrunde mit 0:7 gegen den Lokalrivalen VfB Königsberg aus dem Wettbewerb aus.
Zur Saison 1942/43 gelang der Aufstieg in die eingleisige Gauliga, die mit dem vierten Platz abgeschlossen wurde. Die Saison 1943/44 schloss die Mannschaft als Letztplatzierter ab; es war sogleich die letzte Saison, da im August 1944, mit Beginn der alliierten Luftangriffe, das Sport- und Vereinsleben in Königsberg zum Erliegen kam.
Mit der Besetzung Königsbergs durch die Rote Armee im April 1945 und der zuvor und danach einsetzenden Flucht und Vertreibung der verbliebenen deutschen Bevölkerung hörte der Verein auf zu bestehen.